# Bride (île de Man)
Pour les articles homonymes, voir Bride.
Bride est une paroisse administrative et insulaire de l'île de Man, dans le sheading d'Ayre.